# Sommet de l'OTAN de 1974
Pour un article plus général, voir Sommet de l'OTAN.

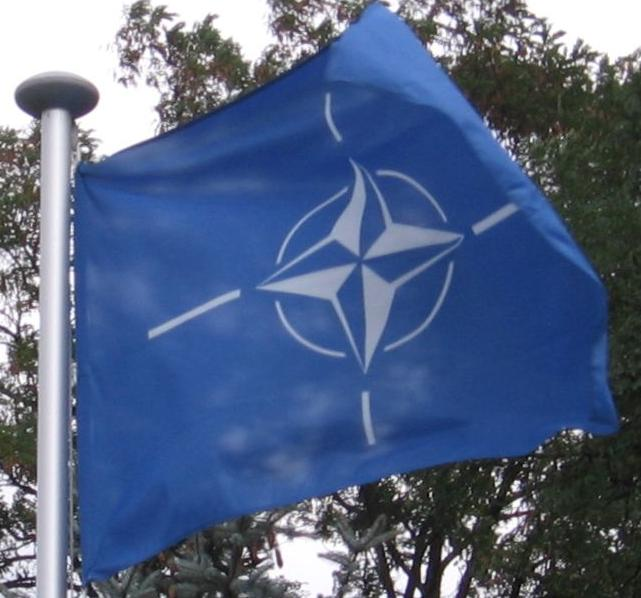
Drapeau de l'OTAN

Le sommet de l'OTAN Bruxelles 1974 est le 2e sommet de l'OTAN, conférence diplomatique réunissant à Bruxelles, en Belgique, le 26 juin 1974, les chefs d'État et de gouvernement des pays membres de l'Organisation du traité de l'Atlantique nord.